# Grazie a Dio
Grazie a Dio (Grâce à Dieu) è un film del 2019 scritto e diretto da François Ozon.
Il film si basa sulla storia vera di un prete pedofilo avvenuta in Francia tra gli anni ottanta e novanta. Nella realtà furono tutti assolti per presunzione di innocenza, nonostante le accuse schiaccianti e le testimonianze degli uomini che avevano subito abusi quando erano bambini. La prescrizione fu portata da 20 anni a 30 anni.

## Trama
Alexandre Guérin è un giovane padre di famiglia, che vive nella zona di Lione. Un giorno andando in chiesa scopre che padre Preynat, il prete che abusò di lui quando era bambino, è tornato in zona e continua a stare a stretto contatto con i bambini. Di fronte al muro di silenzio dei superiori ecclesiastici di padre Preynat, Alexander decide di riunire le forze con altre due vittime dei suoi abusi, François e Emmanuel, per testimoniare contro di lui e far vincere la giustizia.

## Distribuzione
Il film è stato presentato in anteprima e in concorso al Festival di Berlino 2019.
È stato distribuito nelle sale cinematografiche francesi il 20 febbraio 2019. In Italia è stato distribuito nelle sale il 17 ottobre 2019.

## Riconoscimenti
- 2019 - Festival di Berlino
  - Orso d'argento, gran premio della giuria
  - In competizione per l'Orso d'oro
- 2020 - Premio César
  - Candidatura per il miglior film
  - Candidatura per il miglior regista a François Ozon
  - Candidatura per il miglior attore a Melvil Poupaud
  - Candidatura per il migliore attore non protagonista a Swann Arlaud
  - Candidatura per il migliore attore non protagonista a Denis Ménochet
  - Candidatura per la migliore attrice non protagonista a Josiane Balasko
  - Candidatura per la migliore sceneggiatura originale a François Ozon
  - Candidatura per il miglior montaggio a Laure Gardette